# Bauhinia didyma
Bauhinia didyma är en ärtväxtart som beskrevs av L.Chen. Bauhinia didyma ingår i släktet Bauhinia och familjen ärtväxter. Inga underarter finns listade i Catalogue of Life.